# Messiasia mocoronga
Messiasia mocoronga är en tvåvingeart som beskrevs av Wilcox 1975. Messiasia mocoronga ingår i släktet Messiasia och familjen Mydidae. Inga underarter finns listade i Catalogue of Life.